# 석성초등학교 (충북)
석성초등학교는 대한민국 충청북도 청주시 북이면에 있는 공립 초등학교이다.

## 학교 연혁
- 1938년 8월 1일: 북이공립심상소학교 부설 간이학교 개교
- 1942년 4월 1일: 석성국민학교 승격

## 참고 자료
- 석성초등학교 - 한국교육학술정보원 학교알리미